# Kabelbaan van Montserrat
De kabelbaan van Montserrat (Catalaans: Aeri de Montserrat) is een kabelbaan op de hellingen van de berg Montserrat in de Spaanse regio Catalonië. Ze verbindt het Station Aeri de Montserrat op de spoorlijn van de FGC tussen Barcelona en Manresa met het klooster van Montserrat op de berg. Naast de weg en de tandradspoorweg is dit een van de drie manieren om bij het klooster te kunnen komen, en verreweg de snelste.

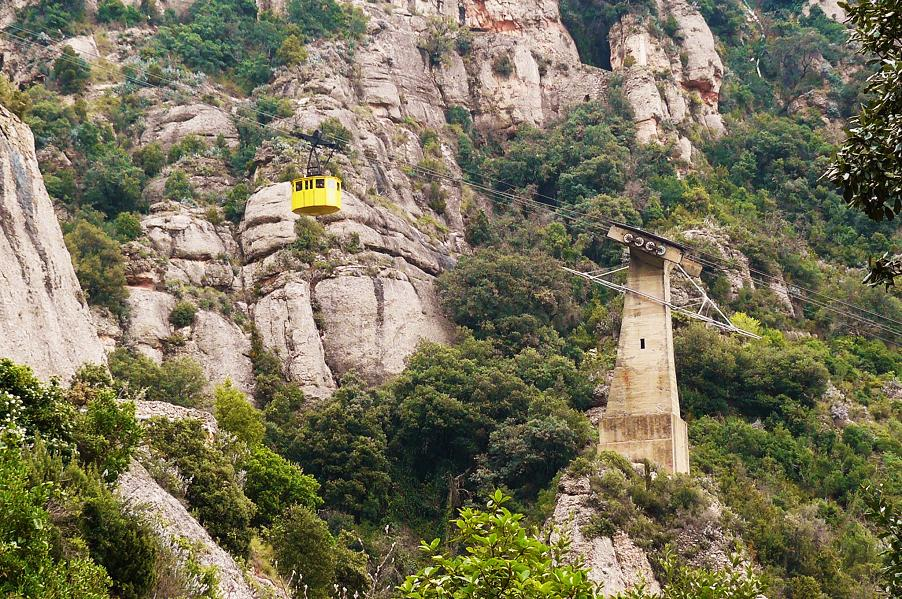
De kabelbaan van de zijkant

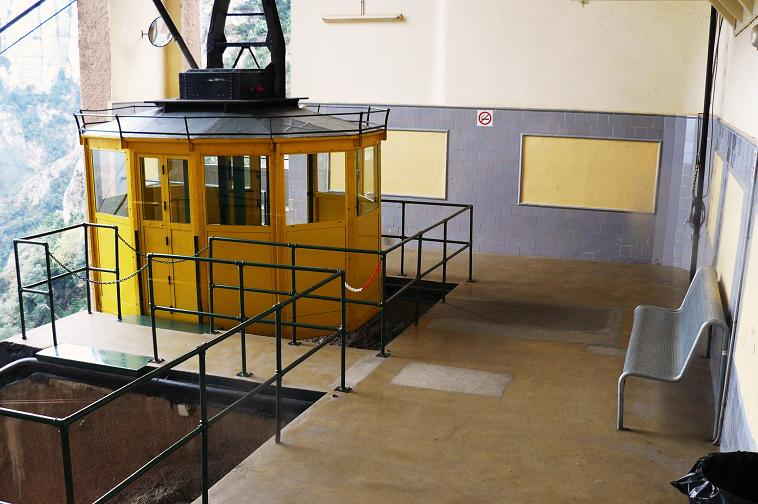
Een cabine in het bergstation

De kabelbaan opende in 1930 en is gebouwd door het Duitse bedrijf Bleichert uit Leipzig. Hoewel hij gedurende enkele jaren niet gedraaid heeft door de schade veroorzaakt tijdens de Spaanse Burgeroorlog, is de kabelbaan nog altijd in bedrijf, met de oorspronkelijke installatie.
De kabelbaan heeft een lengte van 1.350 meter in een hoek van bijna 45°. Er is een hoogteverschil van 544 meter tussen het dalstation (op 139 meter) en het bergstation (op 683 meter). De kabel hangt aan twee pylonen. Het traject wordt afgelegd met een gemiddelde snelheid van 18 km/u, zodat het minder dan vijf minuten in beslag neemt om boven te komen. Daarmee is het de snelste verbinding om vanuit het dal bij het klooster te geraken. Aan de kabels hangen twee geel geverfde cabines die elk 36 personen kunnen vervoeren.